# Amlodipin
Amlodipin (oprindeligt handelsnavn Norvasc®) er en langtidsvirkende calciumantagonist, der anvendes til behandling af forhøjet blodtryk, angina pectoris og Raynauds syndrom. Som andre calciumantagonister, virker amlodipin ved at afslappe glatmuskulatur i arterievæggen, som medfører nedsat perifær modstand og derved nedsat blodtryk.
Efter det kolesterolsænkende lægemiddel simvastatin, var amlodipin i 2012 det hyppigst udleverede lægemiddel på danske apoteker (målt i definerede døgndoser, DDD).

## Bivirkninger
Hyppige bivirkninger inkluderer bl.a. perifære ødemer, træthed, kvalme, ansigtsrødmen, palpitationer, hovedpine og svimmelhed.